# نورمان لين
نورمان لين (بالإنجليزية: Norman Lane)‏ (و. 1919 – 2014 م) هو راكب الكنو، وأستاذ جامعي كندي، ولد في تورونتو، شارك في الألعاب الأولمبية الصيفية 1952، والألعاب الأولمبية الصيفية 1948، وركوب الكنو في الألعاب الأولمبية الصيفية 1948 – رجال زورق فردي 10000 متر ‏، توفي في هاميلتون، عن عمر يناهز 95 عاماً.
.

## روابط خارجية
- نورمان لين على موقع أوليمبيديا (الإنجليزية)